# Lista över vinruteväxternas släkten
Detta är en lista över släkten i familjen vinruteväxter (Rutaceae) alfabetiskt ordnad efter de vetenskapliga namnen.

## A
| Vetenskapligt namn | Auktor                | Svenskt namn | Källa |
| ------------------ | --------------------- | ------------ | ----- |
| Achuaria           | Gereau                |              | IPNI  |
| Acmadenia          | Bartl. & Wendl.f.     |              | IPNI  |
| Acradenia          | Kippist               |              | IPNI  |
| Acronychia         | J.R.Forst. & G.Forst. |              | ITIS  |
| Adenandra          | Willd.                |              | IPNI  |
| Adiscanthus        | Ducke                 |              | IPNI  |
| Aegle              | Correa ex Koenig      |              | IPNI  |
| Aeglopsis          | Swingle               |              | IPNI  |
| Afraegle           | Engl.                 |              | IPNI  |
| Agathosma          | Willd.                |              | SKUD  |
| Almeidea           | St.Hil.               |              | IPNI  |
| Amyris             | P.Br.                 |              | SKUD  |
| Angostura          | Roem. & Schult.       |              | SKUD  |
| Apocaulon          | R.S.Cowan             |              | IPNI  |
| Araliopsis         | Engl.                 |              | IPNI  |
| Asterolasia        | F.Muell.              |              | IPNI  |
| Atalantia          | Correa                |              | IPNI  |

## B
| Vetenskapligt namn  | Auktor          | Svenskt namn | Källa |
| ------------------- | --------------- | ------------ | ----- |
| Balfourodendron     | Mello ex Oliver |              | IPNI  |
| Balsomocitrus       | Stapf           |              | IPNI  |
| Barosma → Agathosma |                 |              |       |
| Boenninghausenia    | Rchb.           |              | IPNI  |
| Boninia             | Planch.         |              | IPNI  |
| Boronella           | Baill.          |              | IPNI  |
| Boronia             | Sm.             |              | SKUD  |
| Bosistoa            | F.Muell.        |              | IPNI  |
| Bottegoa            | Chiov.          |              | IPNI  |
| Bouchardatia        | Baill.          |              | IPNI  |
| Brombya             | F.Muell.        |              | IPNI  |
| Burkillanthus       | Swingle         |              | IPNI  |

## C
| Vetenskapligt namn   | Auktor              | Svenskt namn | Källa |
| -------------------- | ------------------- | ------------ | ----- |
| Calodendrum          | Thunb.              |              | IPNI  |
| Casimiroa            | Llave & Lex.        |              | ITIS  |
| Chloroxylon          | DC.                 |              | SKUD  |
| Choisya              | Kunth               |              | SKUD  |
| Chorilaena           | Endl.               |              | IPNI  |
| Citropsis            | Swingle & Kellerman |              | IPNI  |
| Citrus               | L.                  | citrusar     | NRM   |
| Clausena             | Burman f.           |              | ITIS  |
| Clymenia             | Swingle             |              | IPNI  |
| Cneoridium           | Hook.f.             |              | ITIS  |
| Cneorum              | L.                  |              | IPNI  |
| Coleonema            | Bartl. & Wendl.f.   |              | IPNI  |
| Comptonella          | Baker f.            |              | IPNI  |
| Coombea              | P.Royen             |              | IPNI  |
| Correa               | Andrews             |              | SKUD  |
| Crowea               | Sm.                 |              | IPNI  |
| Cusparia → Angostura |                     |              |       |
| Cyanothamnus         | Lindl.              |              | IPNI  |

## D
| Vetenskapligt namn | Auktor              | Svenskt namn | Källa |
| ------------------ | ------------------- | ------------ | ----- |
| Decagonocarpus     | Engl.               |              | IPNI  |
| Decatropis         | Hook.f.             |              | IPNI  |
| Decazyx            | Pittier & S.F.Blake |              | IPNI  |
| Dendrosma          | Pancher & Sebert    |              | IPNI  |
| Dictamnus          | L.                  | diptamer     | NRM   |
| Dictyoloma         | A.Juss.             |              | IPNI  |
| Diosma             | L.                  |              | IPNI  |
| Diphasia           | Pierre              |              | IPNI  |
| Diphasiopsis       | Mendonca            |              | IPNI  |
| Diplolaena         | R.Br.               |              | IPNI  |
| Drummondita        | Harv.               |              | IPNI  |
| Dutaillyea         | Baill.              |              | IPNI  |

## E
| Vetenskapligt namn | Auktor                 | Svenskt namn | Källa |
| ------------------ | ---------------------- | ------------ | ----- |
| Echinocitrus       | Tanaka                 |              | IPNI  |
| Empleuridium       | Sond. & Harv. ex Harv. |              | IPNI  |
| Empleurum          | Sol.                   |              | IPNI  |
| Eremocitrus        | Swingle                |              | ITIS  |
| Eriostemon         | Sm.                    |              | IPNI  |
| Erythrochiton      | Nees & Mart.           |              |       |
| Esenbeckia         | Kunth                  |              | ITIS  |
| Euchaetis          | Bartl. & Wendl.f.      |              | IPNI  |
| Euodia             | J.R.Forst. & G.Forst.  |              | SKUD  |
| Euxylophora        | Huber                  |              | SKUD  |
| Evodiella          | B.L.Linden             |              | IPNI  |

## F
| Vetenskapligt namn   | Auktor  | Svenskt namn | Källa |
| -------------------- | ------- | ------------ | ----- |
| Fagara → Zanthoxylum |         |              |       |
| Fagaropsis           | Mildbr. |              | IPNI  |
| Feronia → Limonia    |         |              |       |
| Feroniella           | Swingle |              | IPNI  |
| Flindersia           | R.Br.   |              | ITIS  |
| Fortunella           | Swingle | kumquat      | SKUD  |

## G
| Vetenskapligt namn | Auktor | Svenskt namn | Källa |
| ------------------ | ------ | ------------ | ----- |
| Galipea            | Aubl.  |              | SKUD  |
| Geijera            | Schott |              | IPNI  |
| Geleznowia         | Turcz. |              | IPNI  |
| Glycosmis          | Correa |              | ITIS  |

## H
| Vetenskapligt namn | Auktor   | Svenskt namn | Källa |
| ------------------ | -------- | ------------ | ----- |
| Halfordia          | F.Muell. |              | IPNI  |
| Haplophyllum       | A.Juss.  |              | IPNI  |
| Helietta           | Tul.     |              | ITIS  |
| Hortia             | Vand.    |              | IPNI  |

## I
| Vetenskapligt namn | Auktor  | Svenskt namn | Källa |
| ------------------ | ------- | ------------ | ----- |
| Ivodea             | Capuron |              | IPNI  |

## K
| Vetenskapligt namn | Auktor          | Svenskt namn | Källa |
| ------------------ | --------------- | ------------ | ----- |
| Kodalyodendron     | Borhidi & Acuna |              | IPNI  |

## L
| Vetenskapligt namn | Auktor     | Svenskt namn | Källa |
| ------------------ | ---------- | ------------ | ----- |
| Leptothyrsa        | Hook.f.    |              | IPNI  |
| Limnocitrus        | Swingle    |              | IPNI  |
| Limonia            | L.         |              | IPNI  |
| Lubaria            | Pittier    |              | IPNI  |
| Lunasia            | Blanco     |              | IPNI  |
| Luvunga            | Buch.-Ham. |              | IPNI  |

## M
| Vetenskapligt namn | Auktor                 | Svenskt namn | Källa |
| ------------------ | ---------------------- | ------------ | ----- |
| Maclurodendron     | T.G.Hartley            |              | IPNI  |
| Macrostylis        | Bartl. & Wendl.f.      |              | IPNI  |
| Medicosma          | Hook.f.                |              | IPNI  |
| Megastigma         | Hook.f.                |              | IPNI  |
| Melicope           | J.R.Forst. & G.Forst.) |              | IPNI  |
| Merope             | M.Roem.                |              | IPNI  |
| Merrillia          | Swingle                |              | IPNI  |
| Metrodorea         | A.St.-Hil.             |              | IPNI  |
| Microcitrus        | Swingle                |              | ITIS  |
| Microcybe          | Turcz.                 |              | IPNI  |
| Micromelum         | Blume                  |              | IPNI  |
| Monanthocitrus     | Tanaka                 |              | IPNI  |
| Monnieria          | L.                     |              | IPNI  |
| Muiriantha         | C.A.Gardner            |              | IPNI  |
| Murraya            | L.                     |              | SKUD  |
| Myrtopsis          | Engl.                  |              | IPNI  |

## N
| Vetenskapligt namn   | Auktor           | Svenskt namn | Källa |
| -------------------- | ---------------- | ------------ | ----- |
| Naringi              | Adans.           |              | IPNI  |
| Naudinia             | Planch. & Linden |              | IPNI  |
| Nematolepis          | Turcz.           |              | IPNI  |
| Neobyrnesia          | J.A.Armstr.      |              | IPNI  |
| Neoraputia → Raputia |                  |              |       |
| Nycticalanthus       | Ducke            |              | IPNI  |

## O
| Vetenskapligt namn | Auktor    | Svenskt namn | Källa |
| ------------------ | --------- | ------------ | ----- |
| Oricia             | Pierre    |              | IPNI  |
| Oriciopsis         | Engl.     |              | IPNI  |
| Orixa              | Thunb.    |              | SKUD  |
| Oxanthera          | Montrouz. |              | IPNI  |

## P
| Vetenskapligt namn | Auktor                   | Svenskt namn | Källa |
| ------------------ | ------------------------ | ------------ | ----- |
| Pamburus           | Swingle                  |              | IPNI  |
| Paramignya         | Wight                    |              | IPNI  |
| Pelea → Melicope   |                          |              |       |
| Peltostigma        | Walp.                    |              | IPNI  |
| Pentaceras         | Hook.f.                  |              | IPNI  |
| Phebalium          | Vent.                    |              | IPNI  |
| Phellodendron      | Rupr.                    | korkträd     | SKUD  |
| Philotheca         | Rudge                    |              | IPNI  |
| Phyllosma          | Bolus ex Schltr.         |              | IPNI  |
| Pilocarpus         | Vahl                     |              | SKUD  |
| Pitavia            | Molina                   |              | IPNI  |
| Platydesma         | Mann                     |              | ITIS  |
| Pleiospermium      | Swingle                  |              | IPNI  |
| Plethadenia        | Urb.                     |              | IPNI  |
| Polyaster          | Hook.f.                  |              | IPNI  |
| Poncirus           | Raf.                     |              | SKUD  |
| Psilopeganum       | Hemsl. ex Forb. & Hemsl. |              | IPNI  |
| Ptelea             | L.                       |              | SKUD  |

## R
| Vetenskapligt namn    | Auktor            | Svenskt namn | Källa |
| --------------------- | ----------------- | ------------ | ----- |
| Raputia               | Aubl.             |              | IPNI  |
| Raputiarana → Raputia |                   |              |       |
| Rauia                 | Nees & Mart.      |              | IPNI  |
| Raulinoa              | R.S.Cowan         |              | IPNI  |
| Ravenia               | Vell.             |              | ITIS  |
| Raveniopsis           | Gleason           |              | IPNI  |
| Rhadinothamnus        | Paul G.Wilson     |              | IPNI  |
| Ruta                  | L.                | vinrutor     | NRM   |
| Rutaneblina           | Steyerm. & Luteyn |              | IPNI  |

## S
| Vetenskapligt namn     | Auktor        | Svenskt namn | Källa |
| ---------------------- | ------------- | ------------ | ----- |
| Sarcomelicope          | Engl.         |              | IPNI  |
| Sargentia → Casimiroa  |               |              |       |
| Severinia              | Ten. ex Endl. |              | ITIS  |
| Sheilanthera           | I.Williams    |              | IPNI  |
| Sigmatanthus → Raputia |               |              |       |
| Skimmia                | Thunb.        |              | SKUD  |
| Spathelia              | L.            |              | IPNI  |
| Spiranthera            | A.St.-Hil.    |              | IPNI  |
| Stauranthus            | Liebm.        |              | IPNI  |
| Swinglea               | Merr.         |              | IPNI  |

## T
| Vetenskapligt namn | Auktor           | Svenskt namn | Källa |
| ------------------ | ---------------- | ------------ | ----- |
| Teclea             | Delile           |              | IPNI  |
| Tetractomia        | Hook.f.          |              | IPNI  |
| Tetradium          | Lour.            |              | SKUD  |
| Thamnosma          | Torr. & Frém.    |              | ITIS  |
| Ticorea            | Aubl.            |              | IPNI  |
| Toddalia           | Juss.            |              | IPNI  |
| Toddaliopsis       | Engl.            |              | IPNI  |
| Tractocopevodia    | Raiz. & Narayan. |              | IPNI  |
| Triphasia          | Lour.            |              | ITIS  |

## U
| Vetenskapligt namn | Auktor           | Svenskt namn | Källa |
| ------------------ | ---------------- | ------------ | ----- |
| Urocarpus          | J.Drumm ex Harv. |              | IPNI  |

## V
| Vetenskapligt namn | Auktor  | Svenskt namn | Källa |
| ------------------ | ------- | ------------ | ----- |
| Vepris             | A.Juss. |              | IPNI  |

## W
| Vetenskapligt namn | Auktor | Svenskt namn | Källa |
| ------------------ | ------ | ------------ | ----- |
| Wenzelia           | Merr.  |              | IPNI  |

## X
| Vetenskapligt namn        | Auktor | Svenskt namn | Källa |
| ------------------------- | ------ | ------------ | ----- |
| Xanthoxylum → Zanthoxylum |        |              |       |

## Z
| Vetenskapligt namn | Auktor | Svenskt namn | Källa |
| ------------------ | ------ | ------------ | ----- |
| Zanthoxylum        | L.     |              | SKUD  |
| Zieria             | Sm.    |              | IPNI  |
| Zieridium → Euodia |        |              |       |

## Auktorkällor
- IPNI - International Plant Names Index
- ITIS - Integrated Taxonomic Information System
- NRM - Naturhistoriska riksmuseets checklista
- SKUD - Svensk kulturväxtdatabas